# Leonor Watling
Leonor Elizabeth Ceballos Watling (Madrid, 28 juli 1975) is een Spaans-Engels actrice. Ze werd genomineerd voor Goya Awards voor haar rollen in La hora de los valientes en A mi madre le gustan las mujeres. Daarnaast speelde ze onder meer in verschillende films van Pedro Almodóvar (Hable con ella en La mala educación).
Watling is een van de vier kinderen van een Spaanse vader en een Engelse moeder. Zij spreekt Spaans met haar zus en Engels met haar twee broers. Ze doet dit op een zodanig niveau dat ze zowel inzetbaar is in Spaanstalige (vooral) als in Engelstalige films (zoals My Life Without Me en The Oxford Murders).
Watling heeft een relatie met de Uruguayaanse muzikant/componist Jorge Drexler, die een Academy Award won voor het schrijven van het beste filmliedje (Al Otro Lado Del Río uit de film Diarios de motocicleta). Samen kregen ze in januari 2009 zoon Luca.

## Filmografie
Uitgezonderd korte films en televisiefilms.
| Filmografie als actrice |                                      |
| Jaar                    | Titel                                |
| 1993                    | Jardines colgantes                   |
| 1998                    | Grandes ocasiones                    |
| 1998                    | La primera noche de mi vida          |
| 1998                    | Todas hieren                         |
| 1998                    | La hora de los valientes             |
| 1999                    | No respires: El amor está en el aire |
| 2001                    | La espalda de Dios                   |
| 2001                    | Son de mar                           |
| 2002                    | A mi madre le gustan las mujeres     |
| 2002                    | Hable con ella                       |
| 2002                    | Deseo                                |
| 2003                    | My Life Without Me                   |
| 2003                    | En la ciudad                         |
| 2003                    | Mauvais esprit                       |
| 2004                    | La mala educación                    |
| 2004                    | Crónicas                             |
| 2004                    | Inconscientes                        |
| 2005                    | The Secret Life of Words             |
| 2005                    | Malas temporadas                     |
| 2006                    | Tirante el Blanco                    |
| 2006                    | Paris, je t'aime                     |
| 2006                    | Salvador (Puig Antich)               |
| 2007                    | Teresa, el cuerpo de Cristo          |
| 2008                    | The Oxford Murders                   |
| 2008                    | Lezione 21                           |
| 2010                    | Magic Journey to Africa              |
| 2010                    | Lope                                 |
| 2011                    | Lo mejor de Eva                      |
| 2012                    | If I Were You                        |
| 2012                    | Una pistola en cada mano             |
| 2013                    | Another Me                           |
| 2013                    | The Food Guide to Love               |
| 2017                    | Muse                                 |

- Bibsys: 5039382
- Biblioteca Nacional de España: XX1379830
- Bibliothèque nationale de France: cb142380865 (data)
- Catàleg d'autoritats de noms i títols de Catalunya: 981058510667106706
- Gemeinsame Normdatei: 137466056
- International Standard Name Identifier: 0000 0001 1950 002X
- Library of Congress Control Number: no2003025404
- MusicBrainz: 14bca66a-57a3-46da-9fb1-5bb874d7f1d1
- Nationale Bibliotheek van Tsjechië: pna2007403619
- Nationale Bibliotheek van Israël: 987007437038605171
- Nationale Bibliotheek van Polen: a0000002050238
- Nederlandse Thesaurus van Auteursnamen: 263269353
- SNAC: w6bc51m3
- Système universitaire de documentation: 074177842
- Virtual International Authority File: 54359435
- WorldCat: E39PBJdWPJP6xc7gT9FxYxDwmd